# Amber (voornaam)
Amber is een voornaam die aan meisjes gegeven wordt.
Vooral in Engelstalige landen was het in het verleden gebruikelijk namen te geven die naar edelstenen of dure stoffen verwijzen. Amber is afkomstig van het Arabische woord Ambar dat reukstof of barnsteen betekent. De naamgeving slaat terug op de tweede betekenis.
De naam komt voor in diverse taalgebieden wereldwijd die het woord Amber of Ambar in hun taal hebben opgenomen. Ook de Franstalige variant Ambre komt voor.

## Bekende naamdraagsters
- Amber, een Nederlandse zangeres
- Amber, pseudoniem van Henna Goudzand Nahar
- Ambre Ballenghien, een Belgisch hockeyster
- Amber Benson, een Amerikaanse actrice en danseres
- Amber Bondin, een Maltees zangeres
- Amber Heard, een Amerikaans actrice
- Amber Neben, een Amerikaans wielrenster
- Amber Riley, een Amerikaans actrice en zangeres
- Amber Scott, een Amerikaanse actrice
- Amber Tamblyn, een Amerikaanse actrice
- Amber Teterissa, een Nederlandse actrice
- Amber Valletta, een Amerikaans actrice en fotomodel
- Ambre Vourvahis, een Grieks-Frans zangeres